# La Pala (Perú)
La Pala es un caserío peruano ubicado en el distrito de Tambogrande, perteneciente a la provincia y departamento de Piura, al norte del Perú. 

## Ubicación
La Pala se ubica al norte de la provincia de Piura, en el distrito de Tambogrande, en el departamento de Piura.

## Demografía
En 2017 La Pala tenía una población de 575 habitantes.
| Gráfica de evolución demográfica de La Pala entre 1993 y 2017 |
|                                                               |
| Fuentes: Población 1993 y 2017                                |